# 陕西省科学技术协会
陕西省科学技术协会，简称陕西省科协，是中华人民共和国陕西省科学技术工作者组成的专业性人民团体，是中国科学技术协会的地方组织，受中国共产党陕西省委员会的领导。